# Memecylon bakerianum
Memecylon bakerianum är en tvåhjärtbladig växtart som beskrevs av Célestin Alfred Cogniaux. Memecylon bakerianum ingår i släktet Memecylon och familjen Melastomataceae.
Artens utbredningsområde är Madagaskar. Inga underarter finns listade i Catalogue of Life.